# 岩田健太郎
岩田健太郎（日语：／ Iwata Kentarō */?，1971年—），是一位日本传染病医学家、神户大学医学教授。岩田是在2019冠状病毒病日本疫情中向外界披露国际邮轮钻石公主号上的防控状况的医疗人员之一，而被称为“日本吹哨人”。2020年2月17日，岩田健太郎在登上钻石公主号邮轮勘察疫情后被厚生劳动省以“不要介入防控的事情”为由取消检疫许可并要求下船。

## 生平

### 工作经历
1971年出生于日本岛根县。1997年毕业于岛根医科大学（现岛根大学医学部），后任职于冲绳县立中部医院，1998年进入哥伦比亚大学进修。2003年，岩田健太郎曾作为日本专家前往中华人民共和国应对SARS事件。2004年担任龟田综合医院感染症内科部长，2008年成为神户大学医学系教授（传染病治疗学方向），担任神户大学医学部附属医院感染症内科诊疗科长。西非埃博拉病毒疫情期间，岩田健太郎曾前往塞拉利昂协助防疫工作。

### 2020年冠状病毒疫情
2019冠狀病毒病國際郵輪疫情期间，岩田健太郎因多次收到来自船上的求助，而提出申请希望登上因疫情而被隔离的钻石公主号邮轮。2月17日，厚生劳动省职员、冲绳县立中部医院传染内科首席专家高山义浩致电岩田，通知他可以上船。但之后，高山义浩表示由于厚生劳动省方面强烈反对岩田健太郎上船勘察，建议他以日本灾害派遣医疗队（DMAT）队员的身份上船。但厚生劳动省高层要求岩田健太郎不能以传染病学专家身份、而是仅能作为一名DMAT普通队员身份登船，并要求其听从DMAT的指挥开展工作。
在钻石公主号上，DMAT建议其在船上从事防控工作 。当日，岩田健太郎向厚生劳动省领导提出船上缺乏常驻传染病学专家，但厚生劳动省领导的表情特别不乐意。当日下午5时左右，岩田突然接到厚生劳动省官员电话，该官员称，“请你下船吧，你没有检疫许可了”，“你为什么不干DMAT的活？不是说了不要介入防控的事情吗？”
2月18日，岩田健太郎在YouTube上传视频揭露船上混乱的组织管理，他说“没有专业的传染病控制人员，也没有专业人员负责预防传染病，官僚们负责一切，我和厚生劳动省的首席官员交谈过，他对我提出的保护船员和工作人员的建议非常不满。”岩田健太郎同时批评日本在邮轮疫情上很多信息都不对外透露，只公布今日确诊人数，外界根本不了解具体传染情况。该视频累计观看次数超过100万次，岩田健太郎因而被称为“日本吹哨人”。
2月19日下午，日本厚生劳动副大臣桥本岳称，岩田健太郎“像这样入侵检疫中的船舶，太令人惊讶。”2月19日晚，日本国立感染症研究所发表英文报告，公布2019冠狀病毒病钻石公主号郵輪疫情各确诊病例的具体数据。并在分析后称，在5日进行隔离措施前，病毒已在邮轮大面积传播。由于维持邮轮运转，很多船员继续工作而没有严格隔离，导致隔离并不彻底。2月19日晚，日本厚生劳动大臣加藤胜信及厚生劳动省表示，“日本政府没有隐藏”，“虽然专家人数没有统计，但肯定在一人以上，而且派出的心理咨询师也在一人以上。”
2月20日晨，他删除了相关视频，并表示“认为已经没有继续讨论下去的理由，同时对牵扯其中的人表示歉意”。